# Galvanotaxis
La galvanotaxis o electrotaxis se define como el movimiento orientado que experimenta un organismo móvil en respuesta a un campo eléctrico. Etimológicamente, proviene de galvano, en honor a Galvani, y –taxis (del griego taxis, ordenación), movimiento de un ser vivo provocado por un factor externo.
La galvanotaxis es un mecanismo fisiológico que se encuentra en ciertos animales capaces de orientarse a partir de corrientes eléctricas de baja intensidad. La reacción galvanotáctica es especialmente manifiesta en peces y ciertos invertebrados. Esta propiedad también tiene lugar a nivel celular, donde la mayoría de tipos de células (p.ej. células epiteliales de la córnea bovina, células endoteliales vasculares de la aorta bovina, células epiteliales del pigmento retiniano humano, queratinocitos humanos, células de la cresta neural de los anfibios, células epidérmicas de los peces y células metastásicas de la próstata de rata) migran direccionalmente a los campos eléctricos aplicados, tanto in vitro como in vivo. Se ha mostrado una fuerte influencia de este fenómeno en una serie de procesos básicos, tales como el desarrollo embrionario, dirigir el crecimiento de las células nerviosas, así como las condiciones fisiopatológicas, como en la cicatrización de heridas, angiogénesis y la dirección de las células cancerígenas metastásicas.
La galvanotaxis depende de la fuerza de la señal aplicada y de la presencia de activadores moleculares. Además, la dirección preferencial de la migración varía según el tipo celular y las condiciones del experimento.
El mecanismo exacto por el que las células sienten las señales eléctricas todavía no se entiende del todo bien por lo que también se desconoce cómo las células reconocen y responden a los campos eléctricos. Sin embargo, algunos estudios sugieren que la electromigración de algunos receptores superficiales y canales de iones podrían estar involucrados.
Algunos de los mecanismo que hipotéticamente responden a campos eléctricos son la redistribución de cargas de los componentes de la membrana, la señalización del calcio (Ca+), el potencial de membrana y algunos factores de crecimiento.